# دائخ بالنجاح
"دائخ بالنجاح: بخصوص مسائل حركة المزارع الجماعية"  (بالروسية: Головокруже́ние от успе́хов. К вопро́сам колхо́зного движе́ния)‏ هو مقال لجوزيف ستالين نُشر في برافدا في 2 مارس 1930. في المقال، ادعى ستالين أن التعاون الزراعي قد تم بحماسة مفرطة، مما أدى إلى "تجاوزات" يجب تصحيحها.